# Scomberomorus niphonius
Scomberomorus niphonius е вид бодлоперка от семейство Scombridae.

## Разпространение и местообитание
Видът е разпространен в Китай, Провинции в КНР, Русия, Северна Корея, Тайван, Хонконг, Южна Корея и Япония.
Обитава крайбрежията на морета в райони с умерен и субтропичен климат. Среща се на дълбочина от 40 до 200 m.

## Описание
На дължина достигат до 1 m, а теглото им е максимум 7100 g.